# Lawrence Stone
Lawrence Stone (Epsom, 4 dicembre 1919 – Princeton, 16 giugno 1999) è stato uno storico britannico.

## Biografia
Dopo i suoi studi in una scuola maschile della contea di Surrey (1933 - 1938), intraprese gli studi universitari alla Sorbona di Parigi (1938) e successivamente a Oxford (1938 - 1940 e 1945 - 1946). Durante la Seconda guerra mondiale Stone si arruolò nella Royal Naval Volunteer Reserve ("la riserva navale reale volontaria").
Fu docente all'Università di Oxford e all'Università di Princeton.
Morì nel 1999, per le complicazioni della malattia di Parkinson.

## Opere
- The Crisis of the Aristocracy, 1558-1641, 1965
  -  La crisi dell'aristocrazia. L'Inghilterra da Elisabetta a Cromwell, traduzione di A. Serafini, Collana Biblioteca di cultura storica n.118, Torino, Einaudi, 1972.
- The Causes of the English Revolution, 1529-1642, 1972
  -  Le cause della Rivoluzione inglese 1529-1642, Collana Piccola Biblioteca n.425, Torino, Einaudi, 1993.
- Family and Fortune: Studies in Aristocratic Finance in the Sixteenth and Seventeenth Centuries (1973)
- The Family, Sex and Marriage in England, 1500-1800, 1977
  -  Famiglia, sesso e matrimonio in Inghilterra tra Cinque e Ottocento, traduzione di Enrico Basaglia, Collana Biblioteca di cultura storica n.150, Torino, Einaudi, 1983.
- AA. VV. (Lawrence Stone, James McConica, Victor Morgan, Sheldan Rothblatt, Arthur Engel, James McLachlan, Steven Turner, Konrad H. Jarausch, Robert L. Church), L'Università nella società, Bologna, Il Mulino, 1980.
- The Past and the Present, 1981
  -  Viaggio nella Storia, traduzione di Enrico Basaglia, Roma-Bari, Laterza, 1987.
- An Open Elite? England 1540-1880 (1984) insieme a Jeanne C. Fawtier Stone,
- Road to Divorce: England, 1530-1987 (1990)
- Uncertain Unions: Marriage in England, 1660-1753 (1992)
- Broken Lives: Separation and Divorce in England, 1660-1857 (1993)
- An Imperial State at War: Britain from 1689 to 1815 (1994)
- La sessualità nella storia, traduzione di Luca Falaschi, Collana Il nocciolo n.12, Roma-Bari, Laterza, 1995.